# Gretl Komposch
Gretl Komposch (geborene Höfferer und eigentlich Margaretha Maria Elisabeth; * 22. Februar 1923 in Wiener Neustadt; † 23. August 2019 in Villach) war eine österreichische Komponistin und Chorleiterin.

## Leben
Gretl Komposch übersiedelte im Alter von vier Monaten mit ihrer Familie nach Arnoldstein/Kärnten. Sie gründete 18-jährig im Jahr 1941 die Villacher Singschar, mit der sie 1942/43 zur Soldatenbetreuung nach Polen und Russland reiste. Nachdem sie in verschiedenen Kärntner Ortschaften Talsingscharen gründete, besuchte sie das Konservatorium Villach zur Musik- und Harmonielehre sowie zum Klavierunterricht. Weitere Fortbildung erhielt sie von Ferdinand Grossmann und Hans Gillesberger.
Im Jahr 1947 gründete sie den Grenzlandchor Arnoldstein und war bis zum Jahr 1987 dessen Leiterin. Konzertreisen mit dem Chor führten sie durch Europa, die USA, Südamerika, Südafrika und Australien. Im Jahr 1995 gründete sie den Chor Die Junggebliebenen, eine Chorgemeinschaft für ältere Menschen, die schon einige Jahre später rund 100, aus fast allen Tälern Kärntens stammende, Mitglieder zählte.
Gretl Komposch machte auch das Singen im gemischten Quartett (2 Männer- und 2 Frauenstimmen) in Kärnten erst salonfähig.

## Auszeichnungen

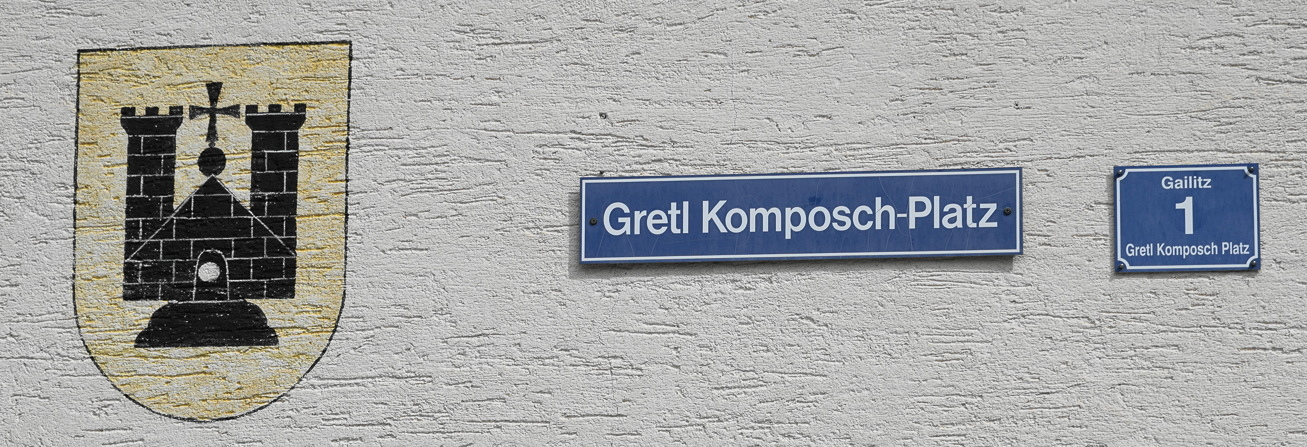
Gretl Komposch Platz, Gailitz Nr. 1 in der Marktgemeinde Arnoldstein

- Gretl Komposch Platz in der Marktgemeinde Arnoldstein
- Ehrenring der Marktgemeinde Arnoldstein
- Großes sowie Goldenes Ehrenzeichen des Landes Kärnten
- Berufstitel Professor
- Weiße Rose von Arnoldstein in Gold 2003
- Goldenes Verdienstzeichen der Republik Österreich

## Werke (Auswahl)
- Wie schön ist dieses Land – Messe, Solo für gemischten Chor[5]
- Hochzeitsmesse – Solo für gemischten Chor, in Zusammenarbeit mit Hanna Heinz-Erian[5]
- Jagdmesse – für gemischten Chor, in Zusammenarbeit mit Hanna Heinz-Erian[5]
- Singt dem Herrn ein neues Lied – für gemischten Chor[5]
- 300 Kompositionen und Arrangements – für gemischten Chor[5]
- Chöre der Berge – Fernsehfilm (Regie: Ekkehard Böhmer), für gemischten Chor[5]